# Grupo Desportivo de Sesimbra
El Grupo Desportivo de Sesimbra (abreviadamente GD Sesimbra) es un club polideportivo de la localidad portuguesa de Sesimbra, en la Región de Lisboa. Fue fundado en 1947 y actualmente posee secciones deportivas de natación, voleibol, bádminton, judo, fútbol y hockey sobre patines (siendo estas dos últimas las más destacadas de la entidad).

## Fútbol
El Grupo Deportivo de Sesimbra fue fundado el 10 de agosto de 1947, resultante de la fusión de tres clubes de fútbol de Sesimbra: Unión Fútbol Sesimbra, Vitória Fútbol Club y Ases Fútbol Club, fundados respectivamente el 27 de noviembre de 1915, el 20 de noviembre de 1927 y 4 de abril de 1931. Los sesimbrenses llegaron a la conclusión de que para que Sesimbra alcanzara mayor proyección deportiva a nivel nacional, solo debería haber un único club. Este club vendría a designarse por el Grupo Deportivo de Sesimbra.
El 21 de junio de 1967 el club ascendió a la 2ª División Nacional del fútbol, donde permaneció durante once temporadas, habiendo conquistado la Copa Mundo Deportivo en 1947-48, la Copa Seixal en 1949 y el título de Campeón Distrital de Setúbal en 1949-50, 1950-51, 1952-53 y 1966-67, entre otros.
En la actualidad disputa el Campeonato Distrital de 1ª División A.F Setúbal.

## Hockey sobre patines
La sección de hockey disputa el Campeonato Nacional de 3ª división (zona D).
Su mayor éxito deportivo fue la consecución de la primera edición de la Copa de la CERS en la temporada 1980-81, venciendo en la final al RC Lichtstad holandés.

## Palmarés
1 Copa de la CERS: 1980-81